# Chris Bryant (Autor)
Chris Bryant; gebürtig Christopher Brian Spencer Dobson (* 7. Juni 1936 in Bolton, Lancashire; † 27. Oktober 2008 in Burford, Oxfordshire) war ein britischer Drehbuchautor. 

## Leben
Chris Bryant wanderte nach dem Abschluss eines Jurastudiums nach Kanada aus. Gelegentlich war Bryant auch als Schauspieler aktiv. In den 1990er Jahren arbeitete er nur noch an Fernsehproduktionen mit.
Von 1969 bis zu seinem Tode war er mit Penelope Riley verheiratet. Aus dieser Ehe stammen drei Kinder.
1992 wurde er für seine Arbeit an dem Fernsehfilm Allein gegen die Wand mit einem Christopher Award ausgezeichnet. Zuvor hatte er 1974 sowie 1987 jeweils eine Nominierung bei den Edgar Allan Poe Awards erhalten.

## Filmografie
- 1970: Der Mann, der die Frauen beherrschte (The man who had power over women)
- 1973: Wenn die Gondeln Trauer tragen (Don‘t look now)
- 1974: Das Mädchen von Petrovka (The Girl from Petrovka)
- 1976: Die Abenteuer des Joseph Andrews (Joseph Andrews)
- 1980: Das Erwachen der Sphinx (The Awakening)
- 1984: Flucht zurück (Martin’s day)
- 1986: Gesetz des Terrors I + II (Sword of Gideon)
- 1986: Lady Jane – Königin für neun Tage (Lady Jane)
- 1988: Zeit der Dunkelheit (Stealing Heaven)
- 1991: Allein gegen den Wind (One against the wind)
- 1991: Die junge Katharina (Young Catherine)
- 1993: Foreign Affairs
- 1998: Stille Helden (Miracle at midnight)